# Мефодий Олимпийский
Мефо́дий Пата́рский (греч. Μεθόδιος Πατάρων), или Мефо́дий Олимпи́йский (около 260 — 312) — христианский богослов, автор сочинений против Оригена, нравственных поучений и толкований Священного Писания. Сочинения Мефодия включены в 18-й том Patrologia Graeca. Почитается в лике священномучеников, память в Православной церкви 20 июня (по юлианскому календарю), в Католической церкви 20 июня по григорианскому календарю.

## Жизнеописание
Сведения о жизни Мефодия крайне скудны. Имеются разногласия относительно того, какую кафедру он занимал. Греческая традиция считает его епископом города Патара в Ликии. Иероним Стридонский в своём сочинении «О знаменитых мужах» пишет, что Мефодий был «епископ Олимпа в Ликии, а затем Тира». Иероним сообщает о его мученической смерти:

В конце последнего гонения или, как утверждают другие, в годы правления Деция и Валериана он получил венец мученичества в Халкиде, в Греции.
Димитрий Ростовский сообщает, что Мефодий был усечен мечом язычниками. Однако сообщение о его мученичестве ставится исследователями под сомнение.
Известность Мефодий получил своими многочисленными богословскими трудами, он стал первым, кто выступил с критикой учения Оригена. Леонтий Византийский в VII веке включал Мефодия в число знаменитых учителей и Отцов Церкви, живших до правления Константина Великого.

## Сочинения
- «Пир десяти дев или о девстве». Написано в форме подражания диалогу Платона «Пир». Содержание составляют произносимые девами похвалы девству (целомудрию). Текст завершается гимном Иисусу Христу. Сочинение представляет собой свод доникейской теологии и христианской доктрины[6] Диалог Мефодия послужил предметом пародии для Боккаччо в его «Декамероне»[7].
- «О свободе воли». Написано против валентиниан, в нём Мефодий опровергает гностический дуализм и их учение о зле, рассматривает понятие свободы человека. Сочинение сохранилось в отрывке на греческом языке.
- «О воскресении». Написано против Оригена, сохранилось в отрывке на греческом языке. Посвящено критике оригенского понимания Воскресения Христова и умаления им значения тела. В славянском переводе сочинение завершается молитвой, содержащей выражения, характерные для авторов доникейской эпохи.
- «О сотворенном». Написано против Оригена, сохранилось в отрывке на греческом языке. В нём Мефодий опровергает учение оригенистов, что мир не имеет начала и совечен Богу.

В славянских переводах сохранились два сочинения Мефодия, направленные на истолкование с точки зрения христианства иудейских обрядовых предписаний: «О различении яств и о телице, упоминаемой в книге Левит, пеплом которой окроплялись грешники» и «О проказе».
В средневековой рукописной традиции было распространено приписываемое Мефодию эсхатологическое апокрифическое сочинение «Откровение Мефодия Патарского», созданное в VII века на сирийском языке. Это произведение почитается в старообрядческих церквях — «Слово святого отца Мефодия Патарского о последних временах».